# هيلستروم
هيلستروم (بالإنجليزية: Helstrom)‏ هو مسلسل أمريكي قادم مبني علي شخصيتي مارفل كومكس دايمون وستانا هيلستورم.المسلسل من إنتاج استوديوهات أي بي سي.
المسلسل يتكون من 10 حلقات ومن المقرر عرضه يوم 16 أكتوبر 2020 على منصة هولو.